# 佩特魯什
51°45′13″N 30°52′57″E / 51.75361°N 30.88250°E
佩特魯什（烏克蘭語：Петруші），是烏克蘭北部的村莊，隸屬切爾尼希夫州的切爾尼希夫區。該村始建於1876年，面積2.35平方公里，海拔高度156米，2001年人口528，人口密度每平方公里224.7人。